# Liangguang
Liangguang was een streek op het Chinese Vasteland. Het was tijdens de Ming en de Qing-dynastie een samenvoeging van de Chinese provincies Guangxi en Guangdong. Het eiland Hainan dat nu een zelfstandige provincie is, behoorde toentertijd tot de provincie Guangdong. Aan het hoofd van Liangguang stond de gouverneur van Liangguang.
Liangguang lag in Zuid-China. De Lingnan cultuur had een grote invloed op de streek. De bevolking bestond hoofdzakelijk uit Han en Zhuang. De Han bestond uit de subvolkeren Hakkanezen, Kantonezen, Chaozhounezen en Tanka.
Tijdens de Chinese oudheid vormde de streek de bakermat van Baiyue cultuur. Baiyue hebben zich in de loop der geschiedenis verspreid ten noorden en ten zuiden van Liangguang.